# لي والتر كونجدون
لي والتر كونجدون (بالإنجليزية: Lee Walter Congdon)‏ هو كاتب ومؤرخ أمريكي، ولد في 11 أغسطس 1939.